# Camillo Tutini
Camillo Tutini (né en 1594 à Salerno et mort le 8 août 1666 à Rome) est un historien italien.

## Biographie
Né à Salerno en 1594, il entra dans les ordres et s’occupa d’éclaircir l’histoire de sa patrie. Il rassembla un grand nombre de documents dans les archives de la capitale et dans les monastères. Né dans un siècle où l’histoire d’un peuple n’était guère que la généalogie de quelques familles, il négligea trop souvent les travaux utiles pour satisfaire la vanité des grands. Cependant au milieu de beaucoup de détails insignifiants, on trouve dans son ouvrage des faits importants, et quelques idées hardies. Cette innovation le compromit gravement auprès des hommes puissants de ce temps-là. Il fut obligé de s’expatrier, et se rendit à Rome, où il continua ses travaux sous la protection du connétable Lorenzo Onofrio Colonna, et du cardinal Francesco Maria Brancaccio. Il mourut dans cette ville, en 1666, laissant un grand nombre de manuscrits au cardinal Brancaccio, qui les réunit à sa bibliothèque et en disposa en faveur de la ville de Naples.

## Œuvres
Les ouvrages de Tutini sont :

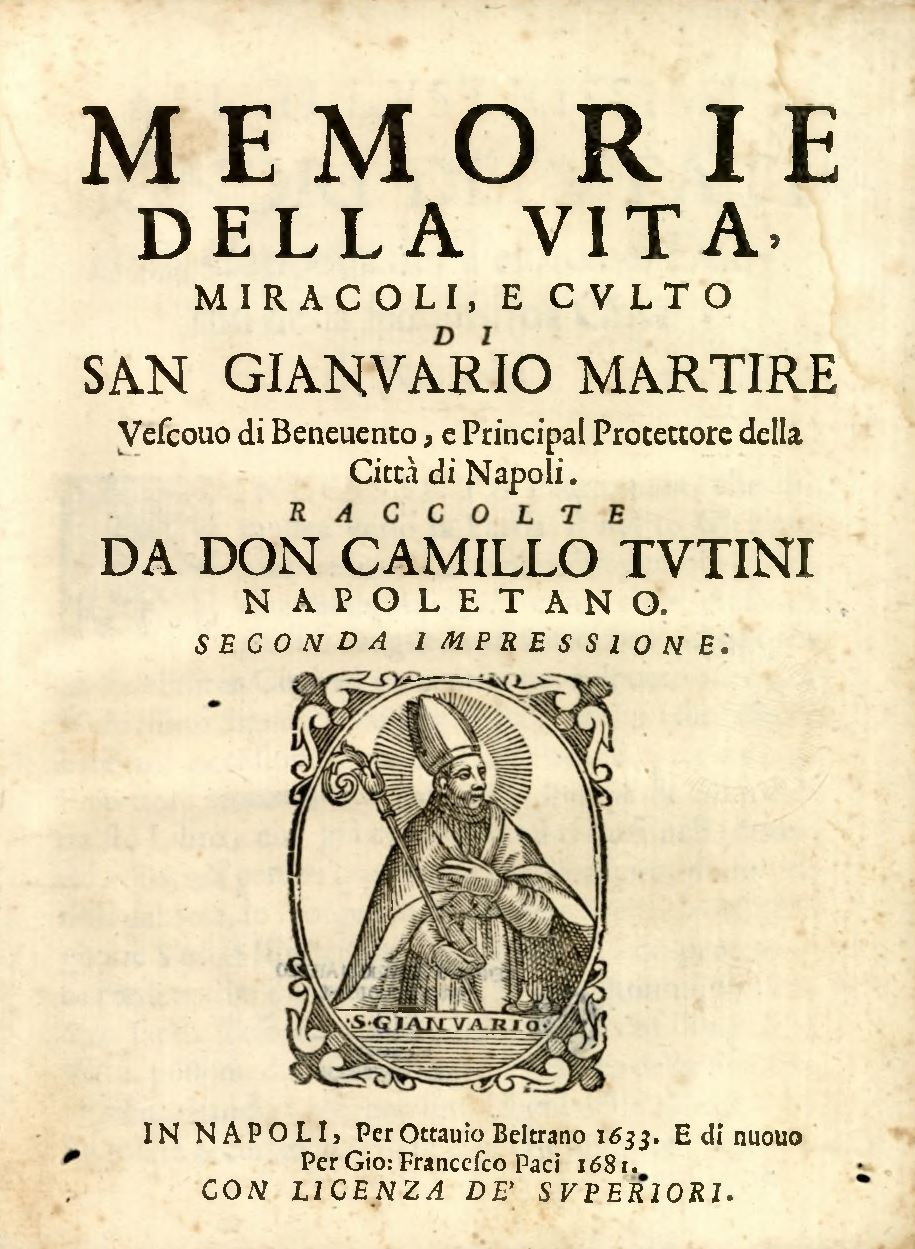
Memorie della vita miracoli e culto di San Gianuario Martire, seconde édition, 1681

- Memorie della vita, miracoli, e culto di S. Gennaro, Naples, 1633, in-4° et 1710, in-8° ;
- Notizie della vita e miracoli di due santi Gaudioso, ibid., 1634, in-4° ;
- Narrazione della vita e miracoli di S. Biagio, ibid., 1637, in-4° ;
- Istoria della famiglia Blanc, ibid., 1641, in-4°, réimprimée avec des additions par Carlo De Lellis, ibid., 1670, in-4° ;
- Supplimento all’apologia de tre Seggi illustri di Napoli, di Terminio, ibid., 1643, in-4° ;
- Della varietà della fortuna, Naples, 1643, in-4°. C’est une traduction de l’ouvrage de Tristano Caracciolo, intitulé De varietate fortunæ ;
- Dell’origine e fondazione de’ Seggi di Napoli, del tempo in cui furono istituiti, della separazione de’ nobili dal popolo, etc., ibid., 1644, in-4° ;
- Prospectus historiæ ordinis Carthusiani, etc., Viterbe (1660), in-8° ;
- Discorsi de’ sette officj, ovvero de’ sette grandi del regno di Napoli, 1er partie, et la seule publiée, Rome, 1666, in-4°.